# Johan Dorrien
Johan Dorrien (11. oktober 1746 i Hamborg – 18. oktober 1813 i Flensborg) var en dansk officer, bror til Liebert Hieronymus Dorrien.
Han var født i Hamborg og søn af en derværende købmand, Johan Ludvig Dorrien (1708-1754); moderen var født Matthiesen. Slægtens stamtræ kan føres tilbage til det 16. århundrede. Ved adelsbrev af 15. april 1776 blev såvel Johan Dorrien som hans ældre broder, Liebert Hieronymus, af kejser Joseph II optaget i den tyske rigsadel. 1770 var Johan Dorrien, om hvis ungdom intet nærmere kendes, dansk kadet og blev samme år sekondløjtnant i Holstenske Regiment Dragoner – senere Ryttere –, 1777 premierløjtnant og 1783 ritmester. 1788 blev han major ved Akershusiske Dragoner, året efter forsat i samme egenskab til Fynske Dragoner og 1791 som oberstløjtnant til Holstenske Ryttere, ved hvilket regiment han 1803 blev oberst og næstkommanderende. 1806 udnævntes han til chef for Jyske Regiment lette Dragoner og førte samme år kommandoen over en rytterbrigade ved sydgrænsen. Ved krigens udbrud 1807 havde han først befalingen over flere detachementer af alle våbenarter, spredte mellem Slien og Ejderen, senere kommanderede han i Mellemslesvig under Carl af Hessen. 1808 blev han generalmajor og chef for Holstenske Regiment Ryttere, og ved Hærens mobilisering i 1812 udnævntes han til kommandør for 2. brigade i den "bevægelige Armédivision". Han kom dog ikke til at deltage i det følgende års krigerske begivenheder, thi sygelighed nødte ham til at søge orlov fra juni 1813, og 18. oktober samme år døde han. Dorrien var en pligtopfyldende, af Frederik VI skattet officer.
Han var gift med Sophie Amalie "Malchen" f. Stemann (23. maj 1765 – 26. marts 1854), datter af gehejmestatsminister, gehejmeråd m.m. Christian Ludvig von Stemann og første hustru, Augusta Elisabeth f. Müller. Han efterlod sig 7 børn, af hvilke en af sønnerne, Liebert Hieronymus, ved patent af 24. august 1845 optoges for sig og efterkommere i den danske adelstand.